# عمر میلانتو
عمر میلانتو (انگلیسی: Omar Milanetto؛ زادهٔ ۳۰ نوامبر ۱۹۷۵) بازیکن فوتبال اهل ایتالیا است.
از باشگاه‌هایی که در آن بازی کرده‌است می‌توان به باشگاه فوتبال مودنا، باشگاه فوتبال یوونتوس، باشگاه فوتبال برشا، باشگاه فوتبال پادوا، باشگاه فوتبال مونتسا، باشگاه فوتبال جنوآ، و باشگاه فوتبال کومو اشاره کرد.